# Ганс Цеслярчик
Ганс Цеслярчик (нім. Hans Cieslarczyk, 3 травня 1937, Герне — 10 червня 2020, Оффенберг) — німецький футболіст, що грав на позиції нападника, зокрема за клуби «Боруссія» (Дортмунд) та «Карлсруе СК», а також національну збірну ФРН. По завершенні ігрової кар'єри — тренер.

## Клубна кар'єра
У дорослому футболі дебютував 1955 року виступами за команду «Зодінген», в якій провів три сезони. 
Своєю грою за цю команду привернув увагу представників тренерського штабу клубу «Боруссія» (Дортмунд), до складу якого приєднався 1958 року. Відіграв за дортмундський клуб наступні чотири сезони своєї ігрової кар'єри.
Протягом 1962—1964 років захищав кольори клубу «Вестфалія 04».
1964 року перейшов до клубу «Карлсруе СК», за який відіграв 4 сезони, після чого завершив професійну кар'єру футболіста.

## Виступи за збірну
1957 року дебютував в офіційних матчах у складі національної збірної ФРН. Протягом кар'єри у національній команді, яка тривала 2 роки, провів у її формі 7 матчів, забивши 3 голи.
У складі збірної був учасником чемпіонату світу 1958 року у Швеції, де взяв участь у двох останніх матчах німців на турнірі — півфіналі проти господарів турніру (1:3) та матчі за третє місце проти Франції (3:6). Став автором одного з голів у ворота французів.

## Кар'єра тренера
Розпочав тренерську кар'єру, повернувшись до футболу після невеликої перерви, 1975 року, очоливши тренерський штаб клубу «Фюрт».
У другій половині 1970-х також очолював команди «Штутгартер Кікерс», «Саарбрюкен», «Аугсбург», «Оффенбургер» та «Інгольштадт 04».
Останнім місцем тренерської роботи був клуб «Інгольштадт 04», головним тренером команди якого Ганс Цеслярчик був з 1980 по 1981 рік.
Помер 10 червня 2020 року на 84-му році життя в Оффенберзі.